# Marcus O. Rosenmüller
Marcus Otto Rosenmüller (* 27. Februar 1963 in Duisburg) ist ein deutscher Regisseur, Drehbuchautor und Produzent.

## Leben
Marcus O. Rosenmüller wuchs in Rottach-Egern am Tegernsee auf. Nach dem Abitur am Gymnasium Tegernsee studierte und arbeitete er in München. Nach mehreren Jahren in Berlin lebt er seit 2024 wieder in Rottach-Egern.

## Berufliches Wirken
Im Jahr 1983 gründete er mit Werner Koenig die Koenig & Rosenmüller Filmproduktion, in die 1988 Jörg A. Hoppe als Gesellschafter einstieg. Aus der Koenig, Rosenmüller & Hoppe Filmproduktion entstand 1991 die Firma Me, Myself & Eye (MME) mit Christoph Post als weiterem Gründungsgesellschafter. Werner Koenig stieg kurze Zeit später aus und gründete die Helkon Media.
Von 1989 bis 1999 führte Marcus O. Rosenmüller Regie bei rund 120 Videoclips, unter anderem für Phillip Boa and the Voodooclub, Udo Lindenberg, Uwe Ochsenknecht, Heike Makatsch, Jule Neigel, Extrabreit, Wolf Maahn, Doro Pesch, Carlos Perón und WestBam. Außerdem war er mitverantwortlich für Fernsehshows wie Bravo TV, Bravo Super Show und Canale Grande. Im Jahr 2000 stieg er bei der Firma MME aus, um sich fortan auf die Regie von Spielfilmen zu konzentrieren. Im gleichen Jahr kam sein erster Spielfilm Der tote Taucher im Wald in die deutschen Kinos. Sein erster Fernsehfilm war der Krimi Sperling und der stumme Schrei mit Dieter Pfaff in der Hauptrolle. 2001 gründete er mit Werner Heinz und Bruno Eyron die Casascania GmbH, die sich auf Drehbuchbearbeitung und Stoffentwicklung für Spielfilme spezialisiert hat. Am 6. Oktober 2011 kam sein zweiter Kinofilm, das historische Drama Wunderkinder, produziert von Alice Brauner und Artur Brauner, in die deutschen Kinos.
Im Herbst 2013 übernahm er die Regie für die Verfilmung der Taunuskrimi-Romane Mordsfreunde und Tiefe Wunden von Nele Neuhaus, es folgten im Sommer 2014 Wer Wind sät und ab 2015 als Zweiteiler Böser Wolf, Die Lebenden und die Toten und Im Wald. Bei der TV-Premiere am 11. und 12. Januar 2016 im ZDF erreichte Böser Wolf mit 7,38 beziehungsweise 7,32 Millionen Zuschauern die bisher höchste Einschaltquote aller bisherigen Taunuskrimis. Dieser Rekord wurde am 3. Januar 2018 gebrochen, als der zweite Teil des Taunuskrimis Im Wald 7,46 Millionen Zuschauer im ZDF erreichte.
Im Oktober 2019 gewann er mit dem Doku-Drama Die Affäre Borgward den Deutschen Wirtschaftsfilmpreis.
Seit 2018 führte er Regie bei erfolgreichen Krimi-Reihen wie Sarah Kohr, Helen Dorn, den Schwarzwaldkrimis und den Ostfrieslandkrimis. Mit Hans Sigl drehte er zudem zwei Thriller, Flucht durchs Höllental und die Fortsetzung Der Feind meines Feindes.
Im Herbst 2024 kam das historische Künstlerdrama Münter & Kandinsky in die deutschen Kinos. Die Weltpremiere feierte der Film am 5. Juli 2024 auf dem Filmfest München.
Rosenmüller ist Mitglied im Bundesverband Regie.

## Filmografie (Auswahl)
- 1995: Paolo (Kurzfilm)
- 1995: Der Klang der Bilder (Doku, R, D)
- 1996: Der Vater, der eine Mutter war – Carl Djerassi und die Pille (Doku)
- 2000: Der tote Taucher im Wald (Kino, R, D)
- 2001: Balko (Fernsehserie, Folge Ein Bulle im Frauenknast)
- 2002–2003: Sperling (Fernsehreihe)
  - 2002: Sperling und der stumme Schrei
  - 2003: Sperling und der Mann im Abseits
  - 2003: Sperling und die Angst vor dem Schmerz
- 2003: Bloch – Silbergraue Augen (Fernsehreihe)
- 2004: Dornröschens leiser Tod
- 2005: Küstenwache (Fernsehserie, Folge Wettlauf gegen die Zeit)
- 2005: Wolffs Revier (Fernsehserie, 3 Folgen)
- 2005: Letztes Kapitel (R, D)
- 2005: Die Mandantin
- 2006: Kunstfehler
- 2006: SOKO Kitzbühel (Fernsehserie, 2 Folgen)
- 2007: Schuld und Unschuld
- 2007: Der fremde Gast
- 2008: Einsatz in Hamburg – Tödliches Spiel (Fernsehreihe)
- 2008: Augenzeugin
- 2008: Das Geheimnis des Königssees
- 2009: Heiße Spur
- 2009: Bis an die Grenze
- 2009: Das Echo der Schuld
- 2011: Die Minensucherin (R, D)
- 2011: Gottes mächtige Dienerin (R, D)
- 2011: Stilles Tal
- 2011: Wunderkinder (Kino, R, D)
- 2011: Stubbe – Von Fall zu Fall – Querschläger (Fernsehreihe)
- 2012: Die Holzbaronin
- 2013: Am Ende der Lüge (R, D)
- 2013: Jedes Jahr im Juni
- seit 2014: Der Taunuskrimi (Fernsehreihe)
  - 2014: Mordsfreunde
  - 2015: Tiefe Wunden
  - 2015: Wer Wind sät
  - 2016: Böser Wolf (Zweiteiler)
  - 2017: Die Lebenden und die Toten (Zweiteiler, R, D)
  - 2018: Im Wald (Zweiteiler)
- 2016: Tödliche Gefühle (R, D)
- 2018: Sarah Kohr – Mord im Alten Land
- 2018: Flucht durchs Höllental (R,D)
- 2018: Die Affäre Borgward (R, D)
- 2019: Und tot bist Du! – Ein Schwarzwaldkrimi (TV-Zweiteiler) (R)
- 2020: Sarah Kohr – Teufelsmoor
- 2020: Helen Dorn (Fernsehserie, 2 Folgen)
- 2021: Waldgericht – Ein Schwarzwaldkrimi (TV-Zweiteiler) (R)
- 2022: Der Feind meines Feindes (Fernsehfilm, R)
- 2023: Ostfriesenmoor (Fernsehfilm, R)
- 2023: Ostfriesenfeuer (Fernsehfilm, R)
- 2023: Schneekind (TV-Zweiteiler) (R)
- 2024: Münter & Kandinsky (Spielfilm)[3]

## Auszeichnungen
1992
- International Visual Music Award, MIDEM, Cannes für P.O.P. / Tele 5

1996
- Auszeichnung Art Director’s Club für Frieda-Opener
- Prädikat Besonders wertvoll (FBW) für Paolo
- Goldener Löwe für den Vorspann SK-Babies
- Diplom Festival International Gijón für Paolo

2000
- Prädikat Besonders wertvoll (FBW) und ITVA-Award Gold (Kinotrailer) für Der tote Taucher im Wald

2001
- Promax Award Gold für Vorspann Puma – Kämpfer mit Herz

2003
- Filmfest München, Nominierung TV-Movie-Award für Sperling und die Angst vor dem Schmerz

2005
- Filmfest Hamburg, Nominierung TV-Movie-Award für Die Mandantin

2011
- Giffoni Film Festival, ECFA Award (bester europäischer Film) und CGS Award für Wunderkinder
- Jerusalem International Film Festival, Gewinner des Avner Shalev Yad Vashem Chairman’s Award für Wunderkinder
- TV-Festival Monte Carlo, Nominierung „Bester Mehrteiler“ für Gottes mächtige Dienerin

2012
- Stony Brook Film Festival, Zuschauerpreis (bester Spielfilm) für Wunderkinder
- Atlanta Jewish Film Festival, Zuschauerpreis (bester Spielfilm) für Wunderkinder
- San Diego Jewish Film Festival, Zuschauerpreis (bester Spielfilm) für Wunderkinder

2013
- TV-Festival Monte Carlo, Nominierung „Bester Mehrteiler“ für Die Holzbaronin

2014
- BANFF World Media Festival, Rockie Award, Best Made-for-TV Movie für „Die Holzbaronin“
- Filmfest Hamburg, Nominierung TV-Movie-Award für „Tiefe Wunden“

2018
- Filmfest Hamburg, Nominierung TV-Produzentenpreis für "Die Affäre Borgward"

2019
- Deutscher Wirtschaftsfilmpreis für "Die Affäre Borgward"

2024
- Festival des Deutschen Films, Ludwigshafen, Nominierung zum "Rheingold" Publikumspreis für "Münter & Kandinsky"